# Come una goccia d'acqua
Come una goccia d'acqua è un album della cantante italiana Syria, pubblicato nel 2000 dall'etichetta discografica CGD. L'album è stato poi ristampato all'inizio dell'anno successivo, con l'aggiunta del brano presentato da Syria al Festival di Sanremo 2001: Fantasticamenteamore.

## Tracce
CD (CGD 8573 87277 2 (Warner)
1. Fantasticamenteamore - 3:42 (Biagio Antonacci, Saverio Lanza)
2. Fino al cielo - 3:44 (Marco Liverani)
3. Se t'amo o no - 3:44 (Biagio Antonacci)
4. Cento giorni - 4:11 (Filippo Malatesta)
5. Chiudo gli occhi - 4:18 (Marco Liverani)
6. O sì o no - 3:13 (Biagio Antonacci, Gabriele Fersini)
7. Alba e tramonto - 3:55 (Saverio Lanza)
8. Maledetto il giorno - 3:31 (Marina Rei, Syria)
9. Dov'è - 3:55 (Biagio Antonacci, Scott English, Matteo Saggese, Mino Vergnaghi)
10. Manca di te - 4:29
11. Tra le braccia dell'angelo - 4:03 (Sarah McLachlan, Enrico Nascimbeni)

## Formazione
- Syria - voce
- Gabriele Leonardi - chitarra
- Mario Punzi - batteria
- Alessandro Magri - pianoforte, Fender Rhodes
- Stefano Cecere - tastiera, programmazione
- Saverio Lanza - chitarra
- Claudio Golinelli - basso
- Daniele Lazzarin - chitarra

## Classifiche
| Classifica (2000) | Posizione |
| ----------------- | --------- |
| Italia            | 30        |